# Moses Isserles
Moses ben Israel Isserles (geboren um 1525 in Krakau; gestorben am 1. Mai 1572 ebenda) war ein polnischer Rabbiner des 16. Jahrhunderts. Er wird oft mit dem Akronym Rema (hebr. הרמ”א ha-Rəma; poln. Remu) bezeichnet, den Anfangsbuchstaben von Rabbi Moses Isserles. Sein bekanntestes Werk sind seine Glossen zu Josef Karos Gesetzessammlung Schulchan Aruch, die für die aschkenasischen Juden verbindlich sind.

## Leben
Isserles studierte zunächst bei seinem Vater Israel ben Josef, einer sehr vermögenden führenden Persönlichkeit unter den Krakauer Juden und einem Talmudkenner, und bei seinem Onkel Moses Heigerlich in Krakau. Sein Vater sandte ihn nach Lublin an die Jeschiwa von Schalom Schachna, wo er bis 1549 studierte und nach der Überlieferung Schachnas Tochter Golda geheiratet haben soll. Sie starb 1552 im Alter von 20 Jahren.
Neben dem Talmud studierte Isserles auch Philosophie, Astronomie und Geschichte. Schon als junger Mann galt er als herausragender Gelehrter und wurde 1550 zum Mitglied des Krakauer Beth Din ernannt. In der Folge gründete er eine eigene Jeschiwa und unterstützte seine Studenten aus privaten Mitteln. Als Posek verfasste er halachische Entscheidungen, die für das ganze aschkenasische Judentum verbindlich wurden. Isserles war auch Sofer und schrieb eine Torarolle nach den Regeln aus einem alten Manuskript, das Josef Karo für ihn in Safed gekauft und nach Krakau geschickt hatte. Isserles wurde neben seiner Synagoge begraben. Bis zum Zweiten Weltkrieg pilgerten Tausende von polnischen Juden jedes Jahr an Lag baOmer, seinem Todestag, zu seiner Grabstätte neben der  Remuh-Synagoge. Die Synagoge im Stadtteil Kazimierz in Krakau, wurde 1553 erstmals errichtet und ist nach Moses Isserles benannt. Bei der Zerstörung des angrenzenden Friedhofs durch die Nationalsozialisten ließen diese jedoch sein Grab verschont. Zu seinen Nachfahren gehören Moses Mendelssohn und Felix Mendelssohn Bartholdy. Auf seinem Grabstein (Mazewa) zeugt die Inschrift „von Moses bis Moses gab es keinen wie Moses“, ein Ausspruch, der an sich Moses Maimonides (Rambam, 1135/38–1204) als herausragende Persönlichkeit ehrte, von größter Wertschätzung.

## Werke

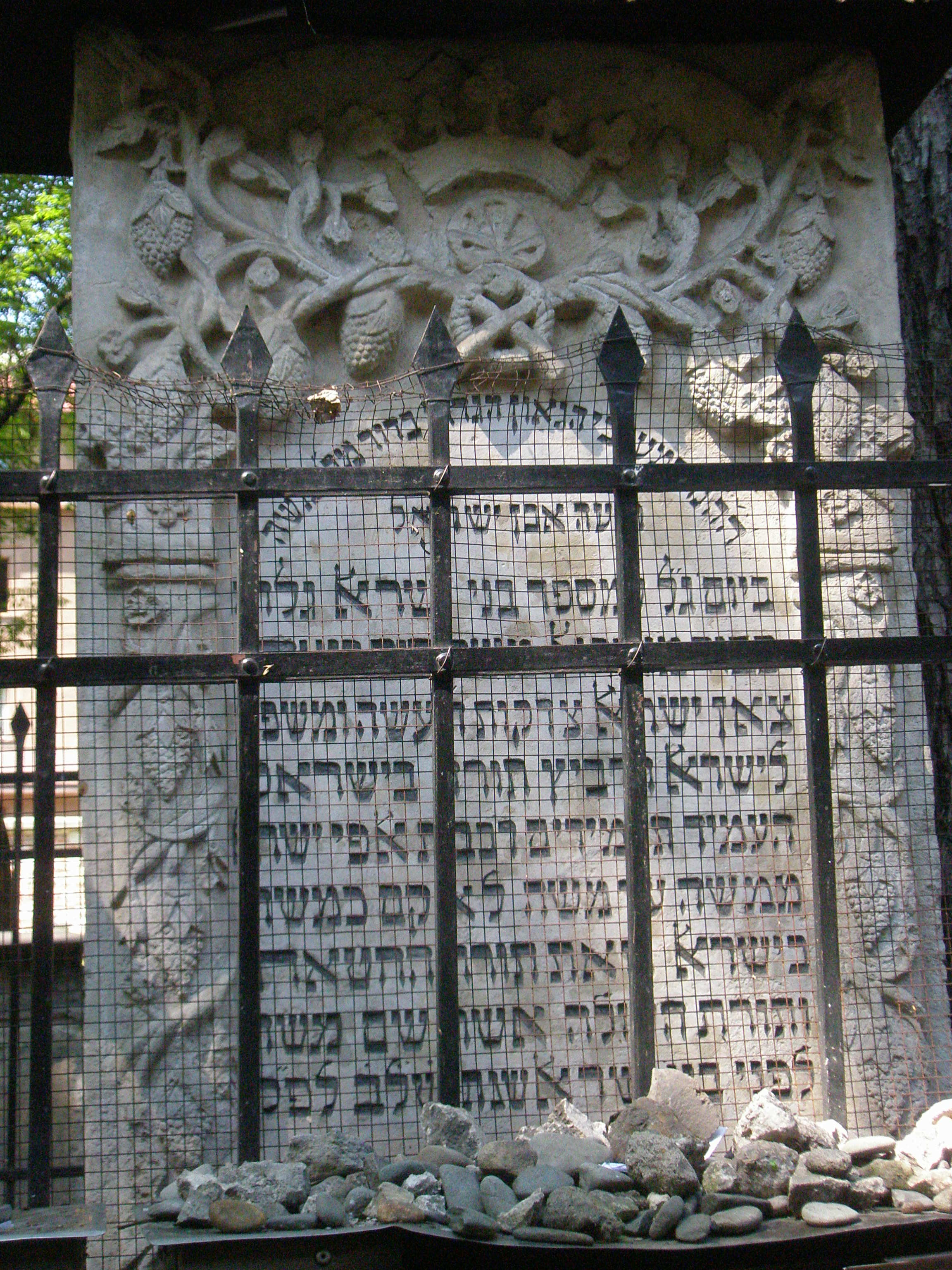
Moses Isserles’ Grabstein auf dem Alten jüdischen Friedhof in Krakau

Seine Zeitgenossen bezeichneten Isserles als Maimonides des polnischen Judentums, aus diesem Grund findet sich auf seinem Grabstein die Inschrift „von Moses bis Moses gab es keinen wie Moses“ (eine Anspielung auf Deuteronomium 34,10). Der Vergleich bezieht sich vor allem auf seine universalistische Lebensauffassung und die Verbindung von talmudischen und weltlichen Studien. Isserles verfasste Werke in den Bereichen Halacha, Kabbala, Homiletik, Philosophie und Naturwissenschaften. Dazu gehören Darche Mosche („Wege des Moses“), ein Kommentar zu Bet Josef von Josef Karo, den Isserles später zusammenfasste und als Anmerkungen zum Schulchan Aruch, dem „gedeckten Tisch“ von Karo, unter dem Titel HaMappah („Das Tafeltuch“) herausgab. Durch Isserles Anmerkungen zum Schulchan Aruch wurde dieser auch zum verbindlichen Gesetzbuch der aschkenasischen Juden – bis heute. Zu Isserles philosophischen Werken gehören ein Kommentar zum Buch Esther namens Mechir Jajin („Der Preis des Weins“, Cremona 1559), sowie ein Kommentar zu einer hebräischen Übersetzung der Theoricae novae planetarum des Astronomen Georg von Peuerbach. In einer Response an den polnischen Rabbiner Salomo Luria erwähnt Isserles seine Liebe zur hebräischen Sprache und gestattet das Lesen der Gedichte von Immanuel ha-Romi, militärischen Chroniken und weiteren weltlichen Büchern am Sabbat, unter der Bedingung, dass sie auf Hebräisch geschrieben seien.